# 땡큐 포 유어 서비스 (영화)
《땡큐 포 유어 서비스》(영어: Thank You for Your Service)는 2017년 개봉한 미국의 전기 전쟁 드라마 영화이다. 제이슨 홀의 첫 영화 연출작이며 홀이 각본 또한 맡았다. 데이비드 핑컬의 동명 논픽션이 원작이다. 외상 후 스트레스 장애(PTSD)를 소재로 하였으며, 이라크에서 돌아와 민간인 생활에 적응해나가는 군인들의 이야기를 다룬다.
미국에서 유니버설 픽처스를 통해 2017년 10월 27일 개봉하였다.

## 출연진
- 마일스 텔러
- 헤일리 베넷
- 뷸라 콸레이
- 조 콜
- 에이미 슈머
- 브래드 바이어
- 키샤 캐슬휴스
- 스콧 헤이즈
- 오마 도시
- 에린 다크
- 데이비드 모스
- 제이크 웨버
- 케이트 린 실

## 기타 제작진
- 공동 제작: 앨릭스 G. 스콧, 제인 에번스
- 라인 제작: 지미 아메드 아부나움
- 배역: 로나 크레스
- 미술: 키스 P. 커닝햄, 존 P. 골드스미스
- 세트: 캐런 오하라, 모니카 살루스티오
- 의상: 호프 해너핀
- 시각 효과: 브렌던 테일러